# Saint-Germain-la-Campagne
Saint-Germain-la-Campagne är en kommun i departementet Eure i regionen Normandie i norra Frankrike. Kommunen ligger i kantonen Thiberville som tillhör arrondissementet Bernay. År 2022 hade Saint-Germain-la-Campagne 858 invånare.

## Befolkningsutveckling
Antalet invånare i kommunen Saint-Germain-la-Campagne
Referens:INSEE